# Liam Tuohy (Schauspieler)
Liam Tuohy (* 20. Jahrhundert in Dublin) ist ein irischer Schauspieler.
In Dublin geboren und als Theaterdarsteller ausgebildet kam er in den 1990er Jahren in die Vereinigten Staaten. Eine markante Rolle war die des Charles Joughin, dem Chefbäcker und Überlebenden in dem Film Titanic.
Neben der Schauspielerei ist er auch als Sprecher oder als DJ Lee für irische Privatradios tätig.

## Filmografie
- 1997: Titanic
- 1998: The Souler Opposite
- 2005: Red Eye
- 2006: The Still Life
- 2007: Manband! The Movie
- 2010: For Chris’s Sake
- 2012: Ward 18 (Fernsehserie, eine Folge)
- 2015: Breaking Hollywood: One Actor at a Time (Miniserie, drei Folgen)